# Adelajda węgierska (zm. 1062)
Adelajda (zm. 27 stycznia 1062) – królewna węgierska, księżna czeska z dynastii Arpadów, córka króla Andrzeja I. Od 1056 roku żona Wratysława II, księcia Czech.

## Pochodzenie i data urodzenia
Adelajda była córką Andrzeja I, króla Węgier od 1046 roku. W źródłach nie zachowała się data urodzenia Adelajdy; w literaturze historycznej przyjmuje się, że przyszła na świat około 1040 roku.
Istnieją rozbieżności, co do osoby jej matki. Starsza literatura przyjmowała, że była córką Anastazji, ruskiej księżniczki i żony Andrzeja I. Pojawiła się jednak hipoteza, że Anastazja była drugą żoną Andrzeja, a Adelajda pochodziła z pierwszego bliżej nieznanego małżeństwa późniejszego węgierskiego króla. Jej zwolennicy wskazują na to, że Jarosław Mądry nie wydawałby córki za wygnanego węgierskiego dynastę bez szans na tron. Realna szansa na zdobycie przez Andrzeja I węgierskiej korony pojawiła się dopiero około 1045 roku, a w takim wypadku Anastazja nie mogła być matką urodzonej około pięć lat wcześniej Adelajdy.

## Małżeństwo i potomstwo
W 1056 roku doszło do wybuchu wojny domowej w Czechach: książę Spitygniew II wypędził swojego młodszego brata, księcia morawskiego Wratysława. Ten zbiegł na dwór Andrzeja I, pozostawiając w Ołomuńcu ciężarną żonę. Spitygniew II osadził bratową w grodzie Lštĕní pod nadzorem komesa Mścisza. Po miesiącu złego traktowania, na prośbę praskiego biskupa Sewera, odesłał bratową do męża. Ta jednak po drodze poroniła i zmarła.
W takiej sytuacji jeszcze w 1056 roku Andrzej I postanowił umocnić porozumienie z Wratysławem i  wydał za niego swoją córkę Adelajdę. Zaniepokojony tym małżeństwem Spitygniew II, przywołał brata z wygnania i oddał mu część morawskich grodów.
W 1061 roku po śmierci Spitygniewa II tron czeski przypadł Wratysławowi, a Adelajda została księżną czeską.
Z małżeństwa Judyty i Wratysława II pochodzili:
- Brzetysław II, zm. 22 grudnia 1100, książę Czech,
- Wratysław, zm. 19 listopada 1061,
- Judyta, ur. 1056–1060, zm. 25 grudnia 1085 lub 1086, od około 1080 roku żona Władysława I Hermana,
- Ludmiła, zm. po 1100.